# Sainte-Geneviève (Missouri)
Pour les articles homonymes, voir Sainte-Geneviève.
Sainte-Geneviève (Ste. Genevieve en anglais) est une ville de l'État du Missouri, aux États-Unis, comptant 11 295 habitants. Elle est siège du comté de Sainte-Geneviève.

## Histoire
Sainte-Geneviève est le plus ancien village permanent du Missouri. Elle a été fondée vers le milieu des années 1730 par des Canadiens français à environ 3 kilomètres au sud de sa localisation actuelle sur les bords du fleuve Mississippi (une peinture murale du Capitole de l’État du Missouri indique sa fondation en 1735). L'historien américain Carl J. Ekberg, indique la création d'un poste de traite et de quelques habitations vers 1735.
Le village fut fondé approximativement à mi-distance des forts français de Fort de Chartres (près de Prairie du Rocher)  et de Fort Kaskaskia (un peu plus au sud), qui furent construits ou renforcés par Pierre Dugué de Boisbriant le long de la rive est du Mississippi, côté Illinois.
C'est une des premières villes situées à l'ouest du fleuve Mississippi et au nord de La Nouvelle-Orléans du territoire qui seront cédées lors de la vente de la Louisiane. Un recensement indique que Sainte-Geneviève était déjà un village vers 1750.
Au moment de sa fondation, Sainte-Geneviève formait une sorte de triangle permettant le contrôle du Pays des Illinois avec Fort de Chartres, le chef-lieu officiel situé environ 8 km au nord, et Kaskaskia, la première capitale de l'État de l'Illinois à 8 km au sud-est.
En 1763, selon les termes du traité de Paris, qui mit fin à la guerre de Sept Ans, la France céda à la Grande-Bretagne tous les territoires situés à l'est du Mississippi. Après la proclamation royale de 1763, Sainte-Geneviève accueille de nombreux immigrants provenant des territoires cédés à la couronne britannique. Après leur installation sur la rive occidentale du fleuve, les immigrants canadiens et créoles se rendirent compte que la ville est passée sous contrôle espagnol, comme l'ensemble de la partie ouest de la Louisiane, aux termes du traité de Fontainebleau, demeuré secret jusqu'alors. La mainmise des colons espagnols resta cependant faible, et la langue et la culture françaises se maintinrent.
Après une crue en 1785, la ville est déplacée d'environ 3 kilomètres depuis les berges du Mississippi vers le nord.

## Mines de plomb
- Mines de plomb du sud du Missouri

## Démographie
Au recensement de 2010, la commune comptait 11 295 habitants, 1 818 ménages et 1 154 familles. La répartition par race était la suivante : 96,40 % de Blancs, 0,93 % d'Afro-Américains, 0,67 % d'Amérindiens, 0,44 % d'Asiatiques, 1,55 % d'autres races. Les Latinos de toute race représentaient 1,96 % de la population.
Parmi les 1 818 ménages, 27,6 % avaient des enfants de moins de 18 ans, parmi lesquels 49,7 % étaient des couples mariés, 10,6 % des femmes seules et 36,5 % ne constituaient pas une famille. 32,8 % de tous les ménages étaient constitués de personnes seules. La taille moyenne des ménages était de 2,29.
La répartition par âge était la suivante : 25,87 % de moins de 18 ans, 8,16 % de 18-24 ans, 23,79 % de 25-44 ans, 26,49 % de 45-64 ans et 15,69 % de 65 ans et plus. L'âge médian était de 42 ans. Pour 100 femmes, on comptait 92,7 hommes.
Le revenu médian par ménage était de 33 929 $ et le revenu par tête de la ville était de 17 361 $. Environ 7,8 % des familles et 9,6 % de la population vivait en dessous du seuil de pauvreté.

## Géographie
La localité est située à une soixantaine de kilomètres au Sud de Saint-Louis et juste au Nord de la ville de Kaskaskia et de la rivière aux Vases.
Deux ruisseaux traversent la cité de Sainte-Geneviève, Le North Gabouri Creek et le South gabouri Creek qui se rejoignent à moins d'un kilomètre de leur confluence commune avec le fleuve Mississippi.
Selon le Bureau du recensement des États-Unis, la ville a une superficie de 10,8 km2 (soit 4,2 sq mi), constituée entièrement de terre ferme.

## Patrimoine architectural

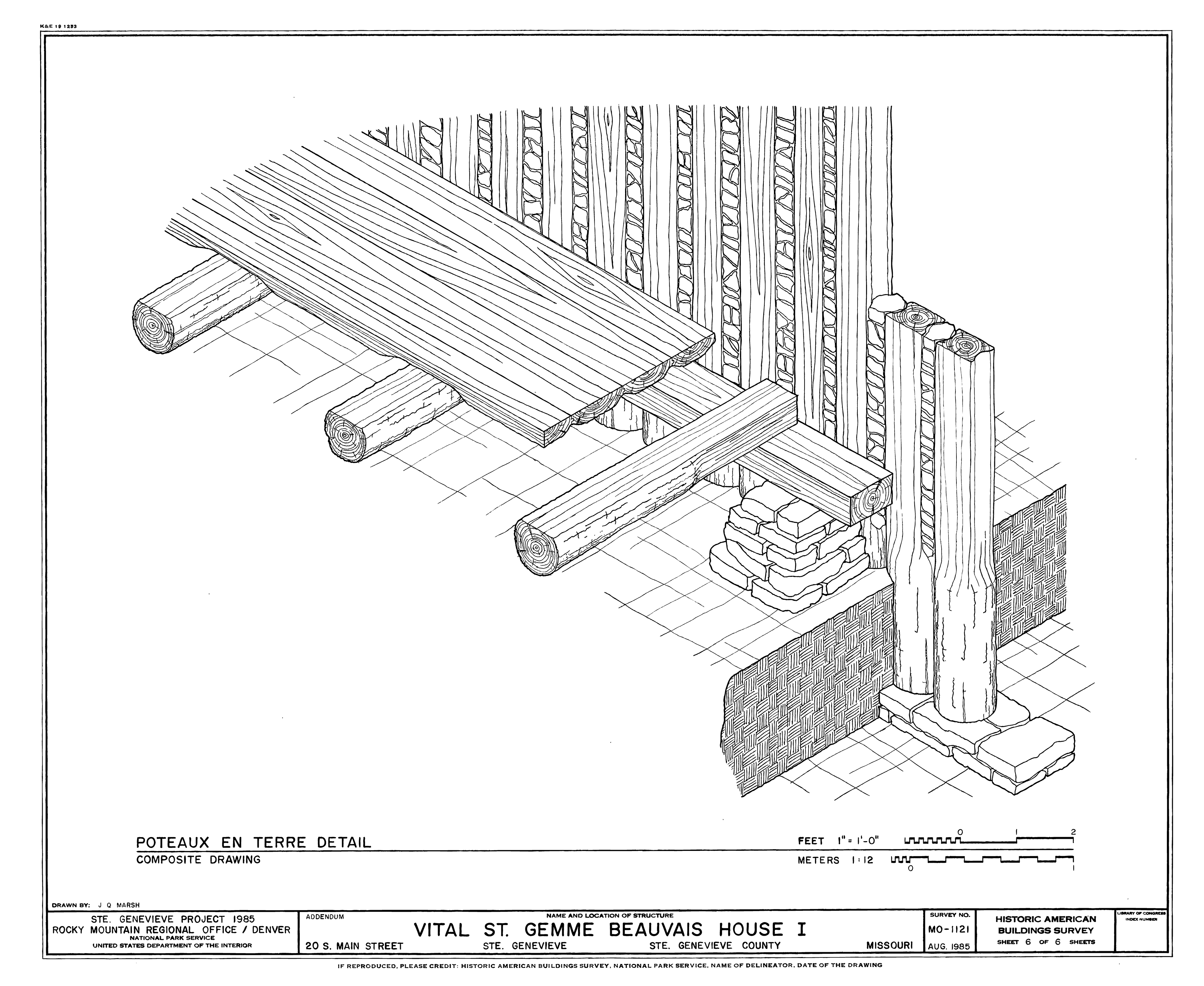
Schéma de principe des « Poteaux-en-terre »

Les plus anciens bâtiments de Sainte-Geneviève ont donc été tous construits durant l'occupation espagnole bien qu'il s'agisse de bâtiments typiques de l'époque coloniale française. Les constructions les plus représentatives de cette période s'appuient sur des poteaux de bois, plantés verticalement dans le sol, alors que les cabanes de colons américaines traditionnelles sont constituées de rondins assemblés horizontalement.
L'un des types de maisons traditionnelles les plus caractéristiques de la ville sont les « poteaux-en-terre » dans lesquels les murs faits de planches de bois ne soutiennent pas le plancher. Ce dernier s'appuie sur des piliers de pierre. Les murs de ce type de maisons, en partie enterrés dans le sol, sont particulièrement sensibles aux crues, aux termites et à la pourriture. Trois des cinq maisons de ce type existant encore aux États-Unis se situent à Sainte-Geneviève. Les deux autres se trouvent à Pascagoula (Mississippi) et dans la paroisse des Natchitoches (Lousiane). La plupart des bâtiments anciens de la ville sont de type « poteaux-sur-solle » dans lesquelles la structure en bois est placée sur des pierres levées des fondations en brique. La plus ancienne maison de la ville est la Bolduc House, qui a été construite en 1770 sur le site originel de la ville et sera déplacée et agrandie en 1785.
Un festival, Jour de Fête, se déroule chaque année au cours du deuxième weekend d'août pour célébrer le patrimoine culturel. Le bac qui traverse le Mississippi est surnommé la French Connection à cause de son lien vers d'autres sites témoins du passé francophone de la région.

## Le patrimoine bâti

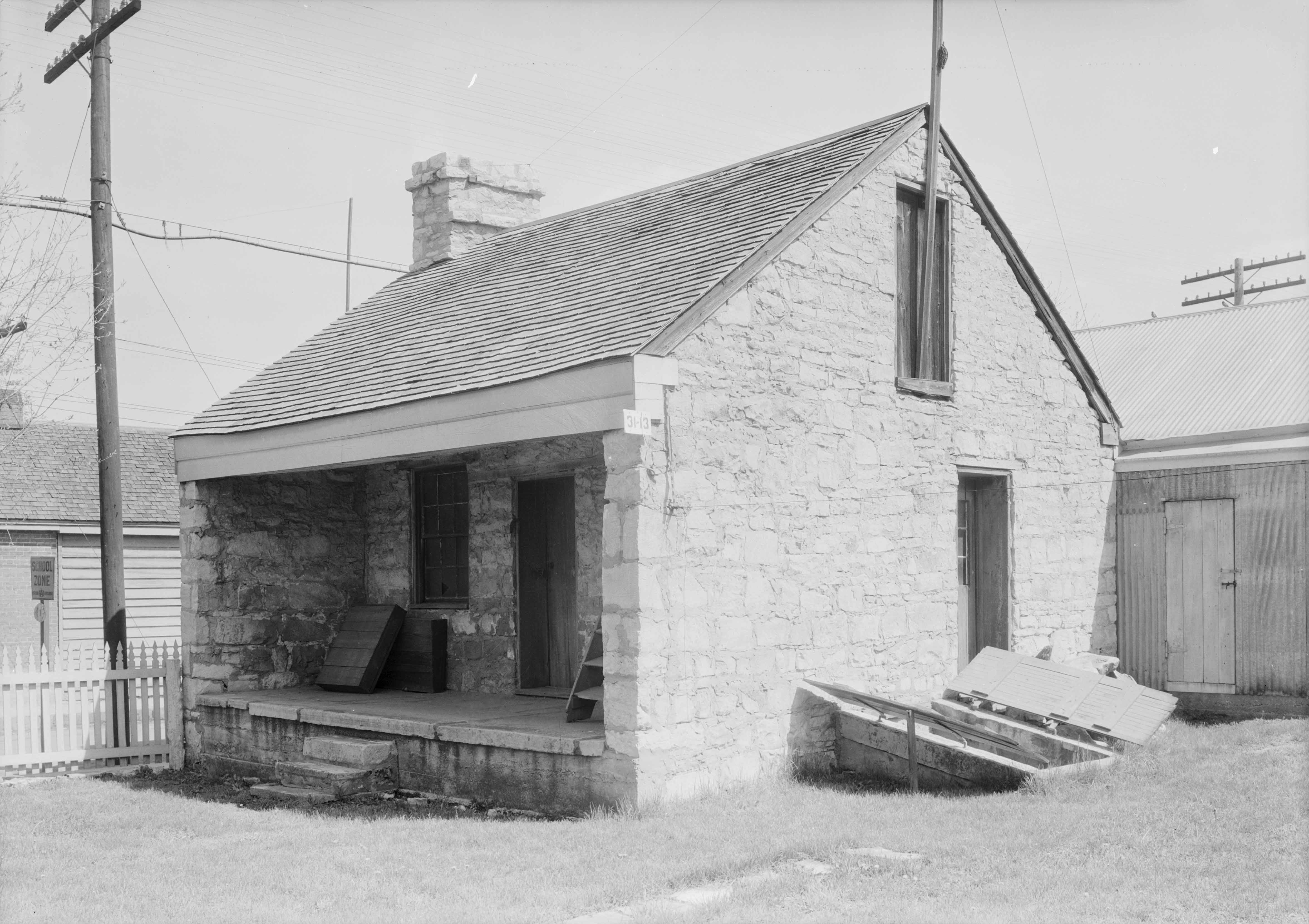
The indian trading post.
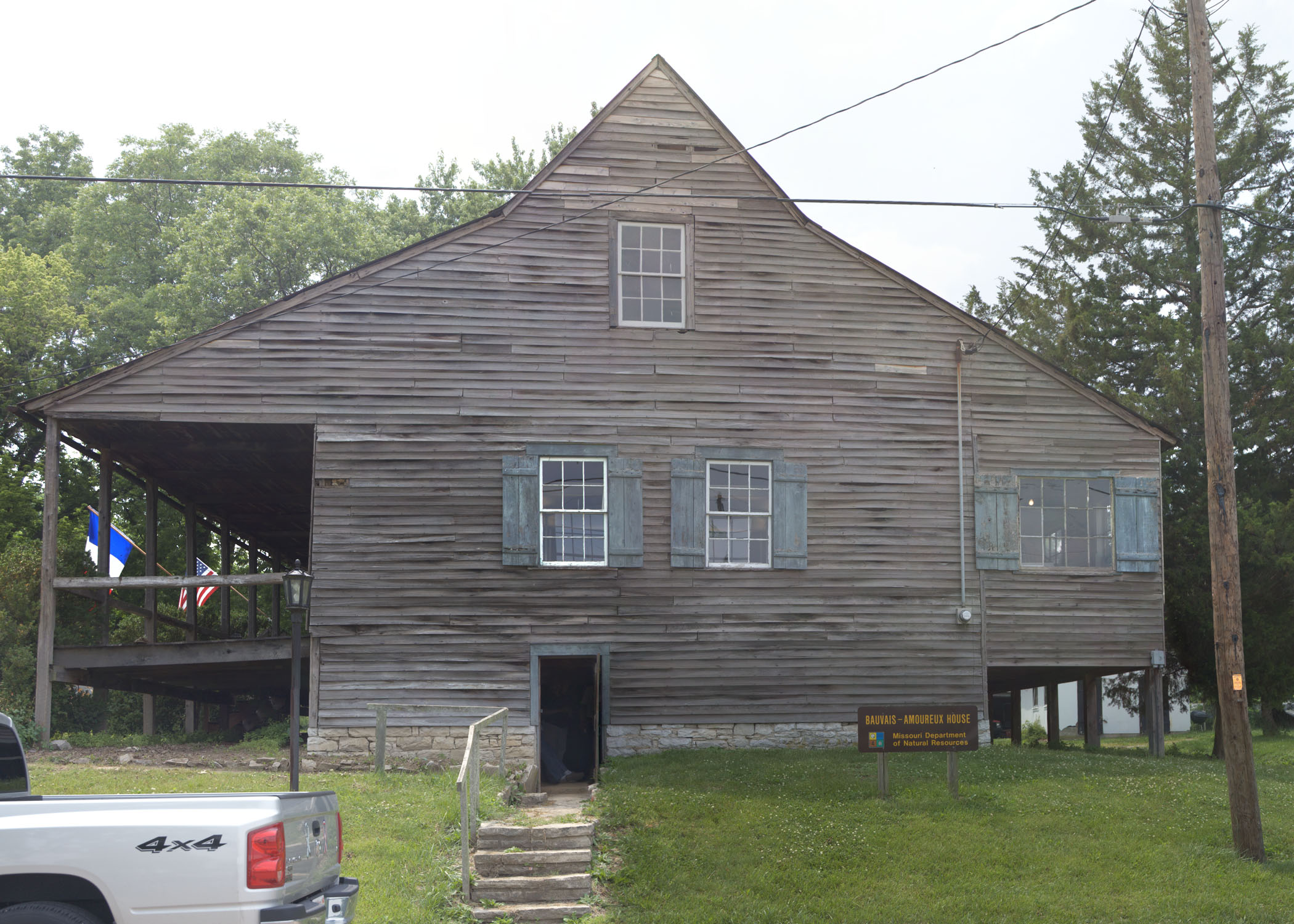
The Amoureux House.
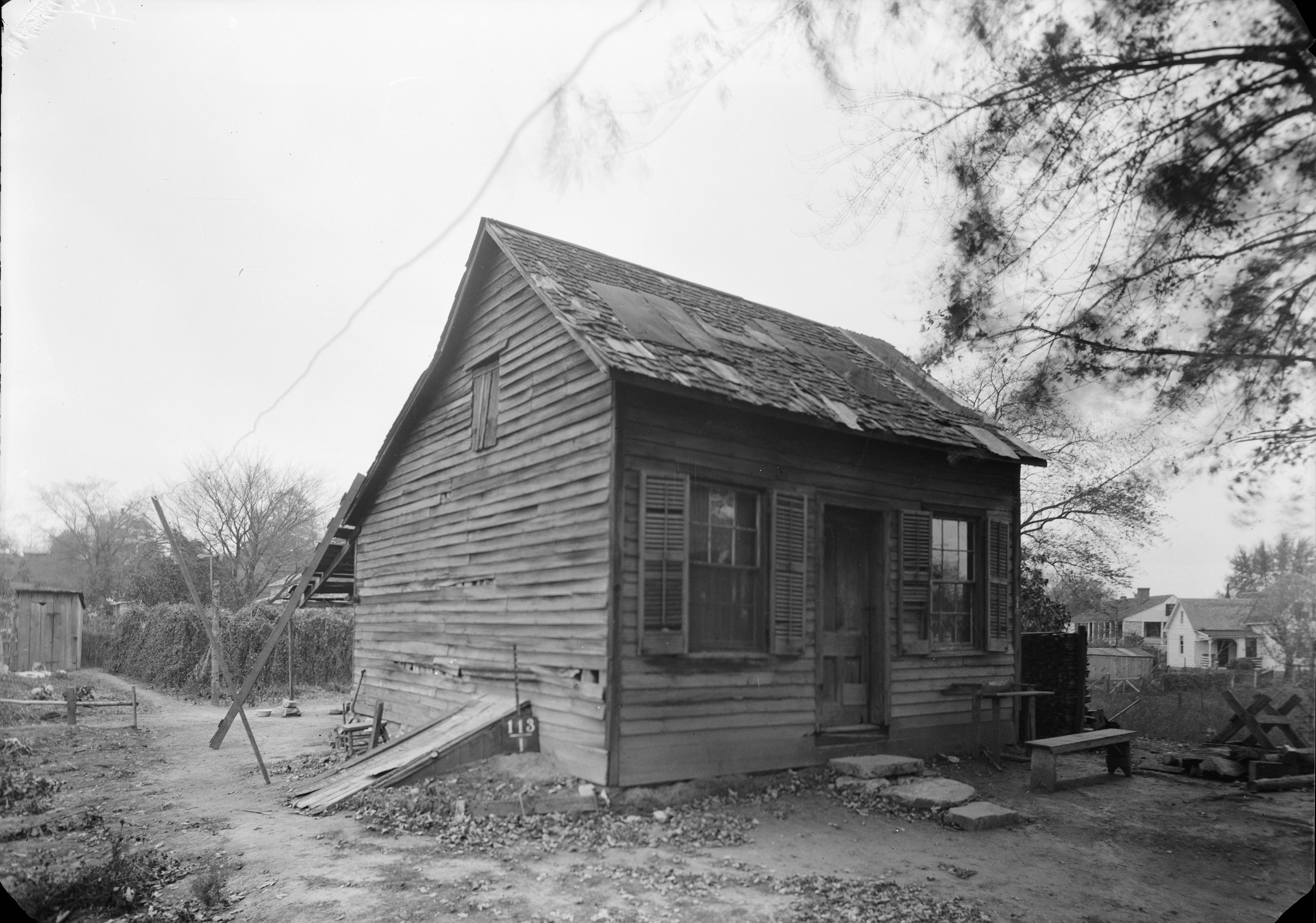
The Amoureaux Cabin.
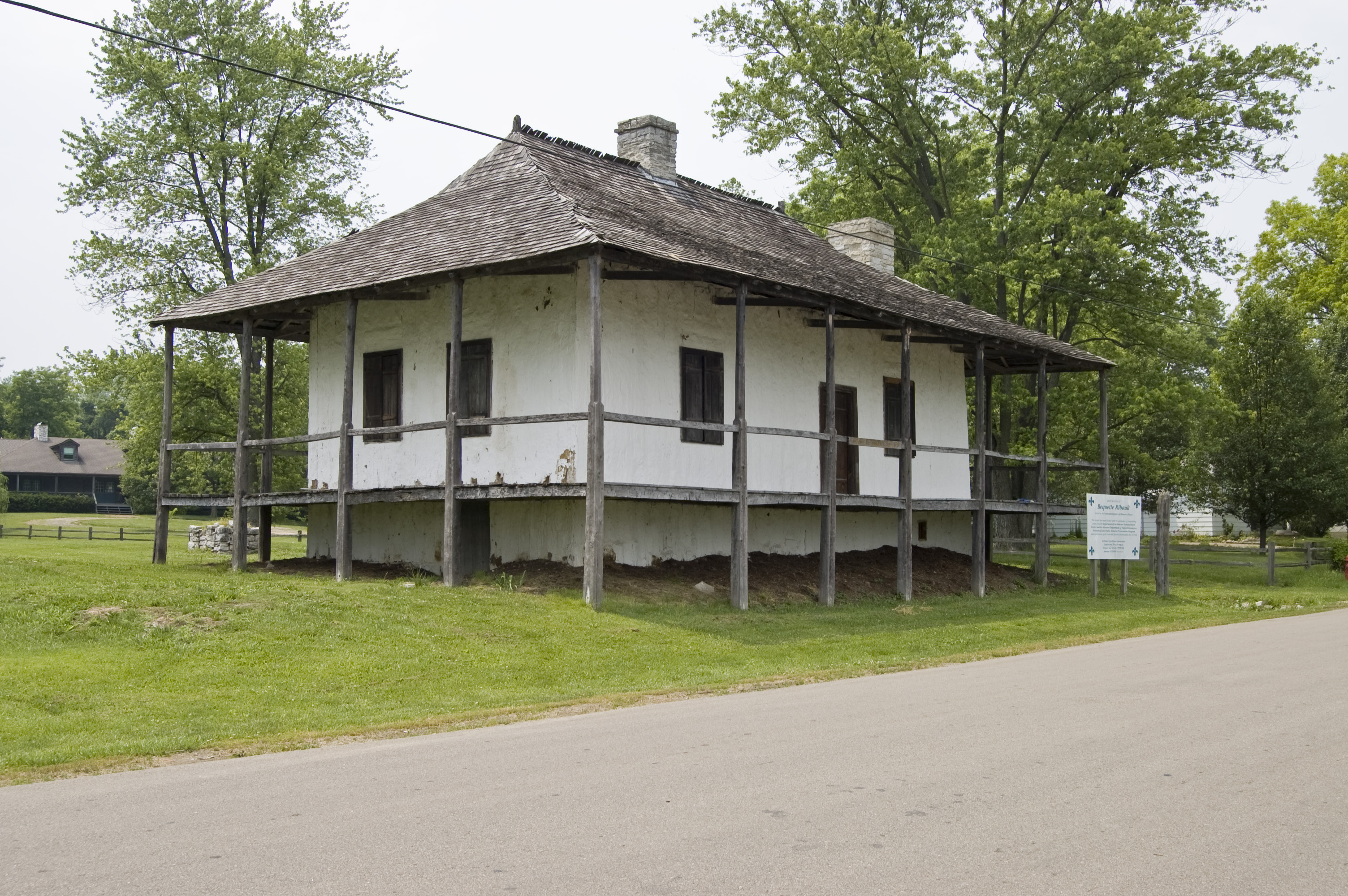
Maison Bequette-Ribault après restauration.
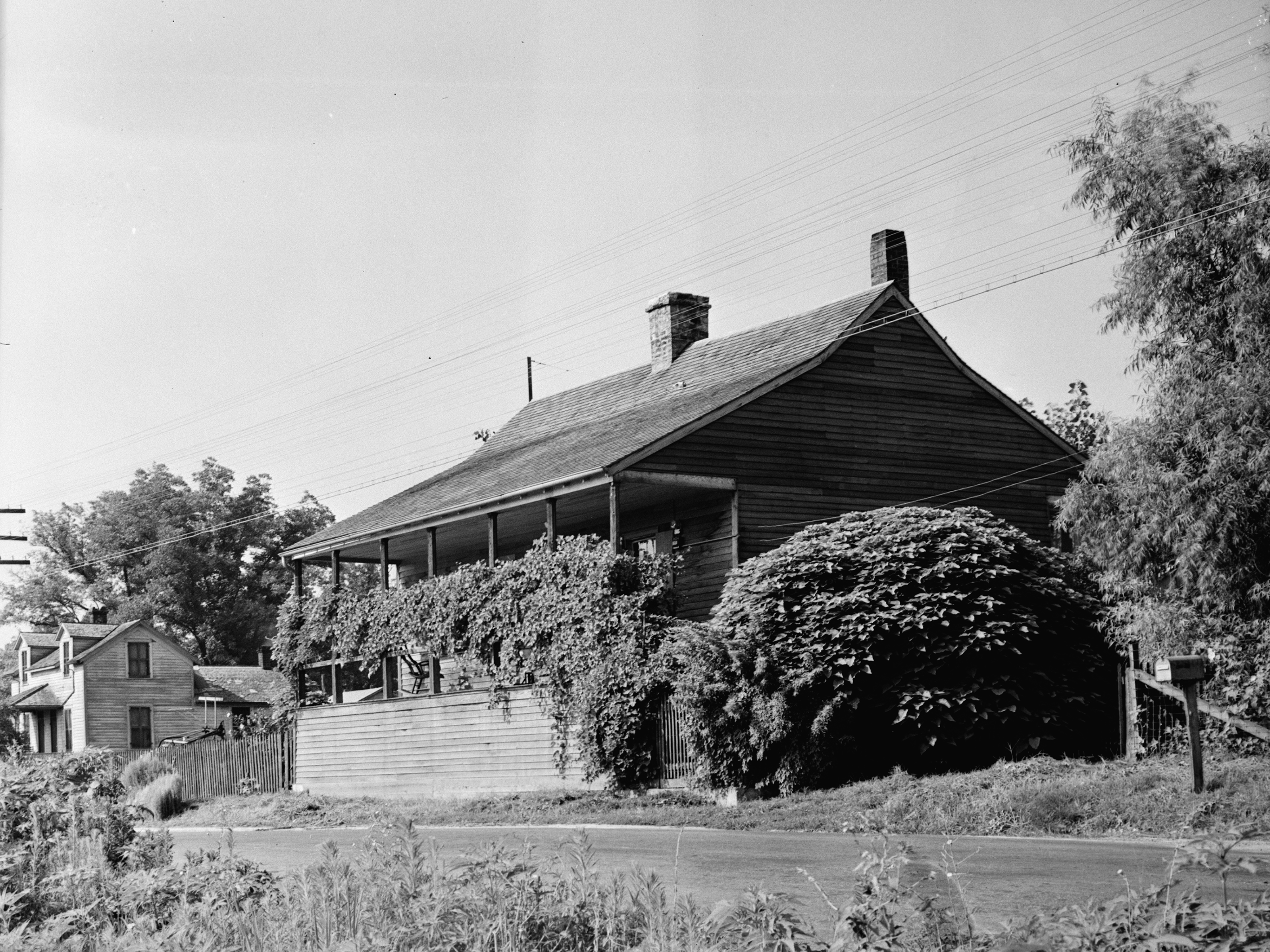
Maison Bequette-Ribault avant restauration.
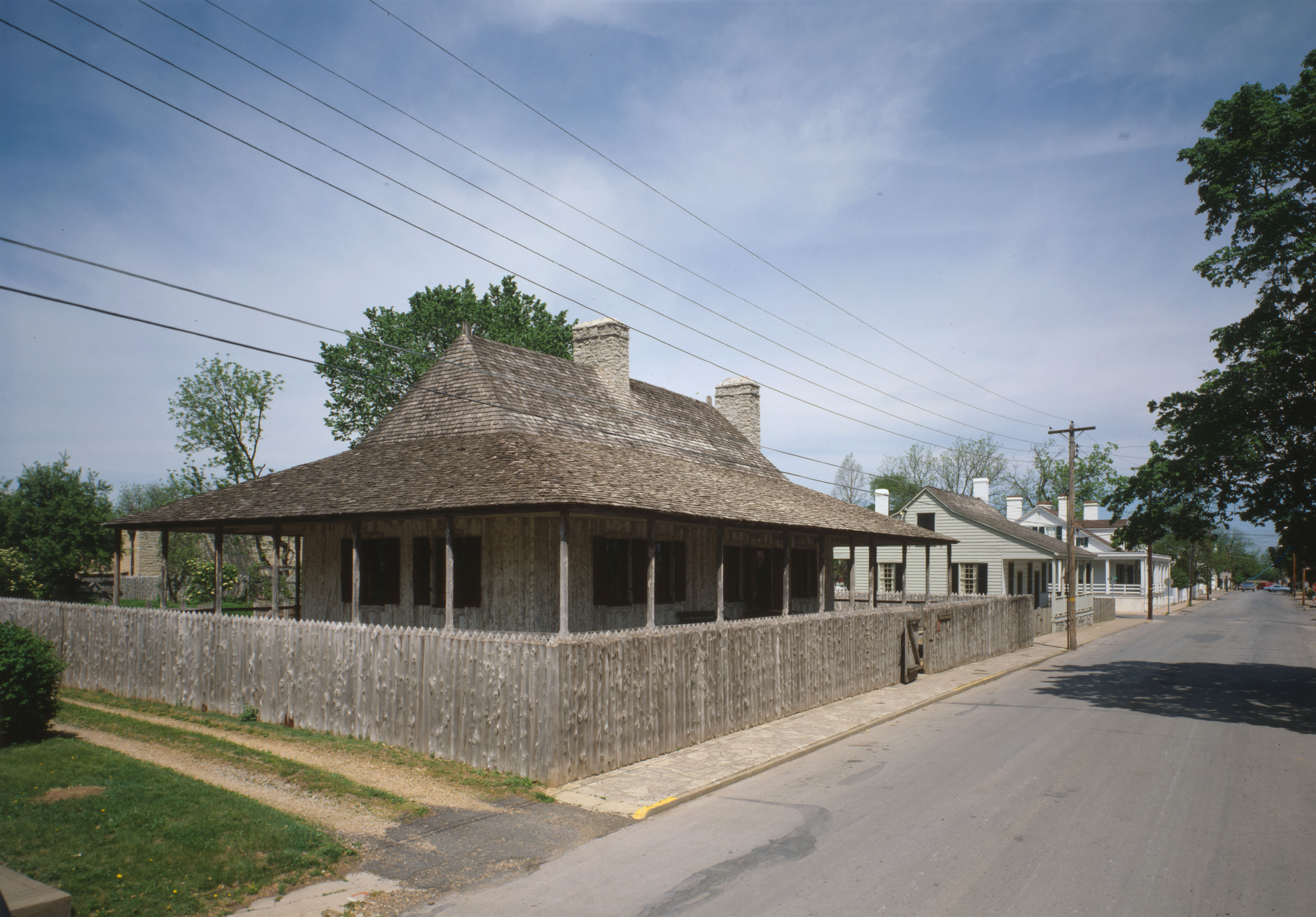
The Bolduc House.
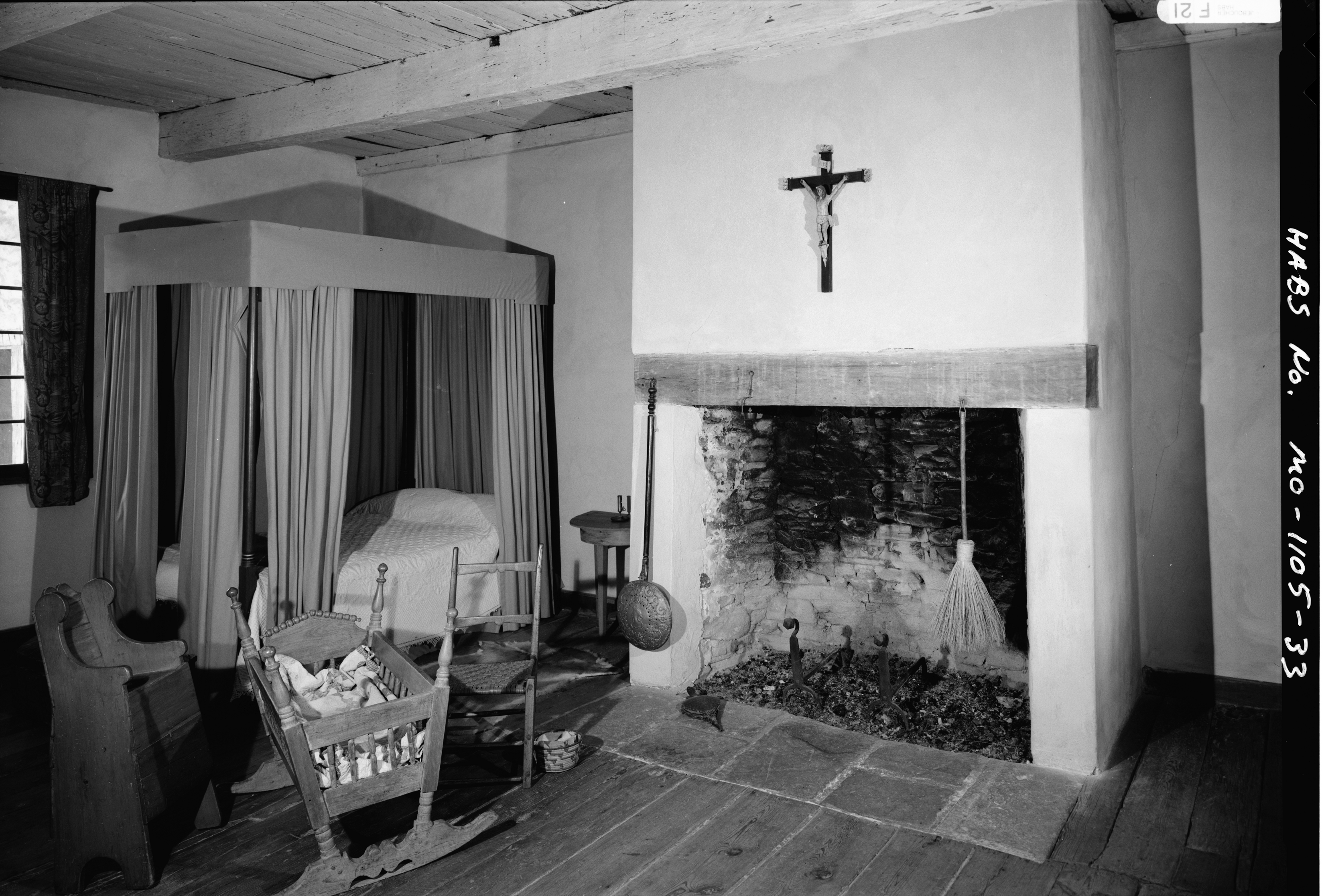
Une pièce de la Bolduc House.
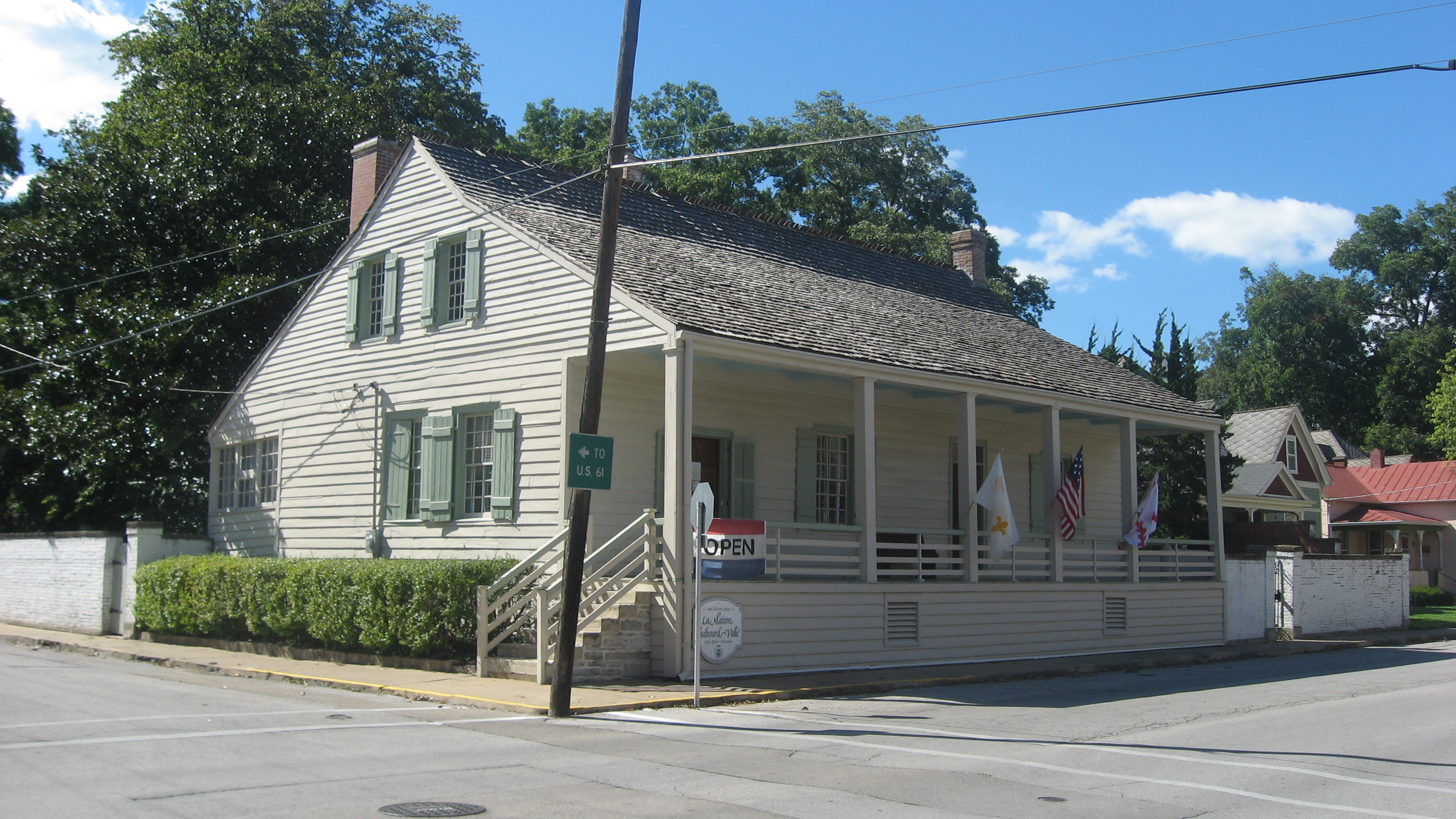
Jacques Dubreuil Guibourd House
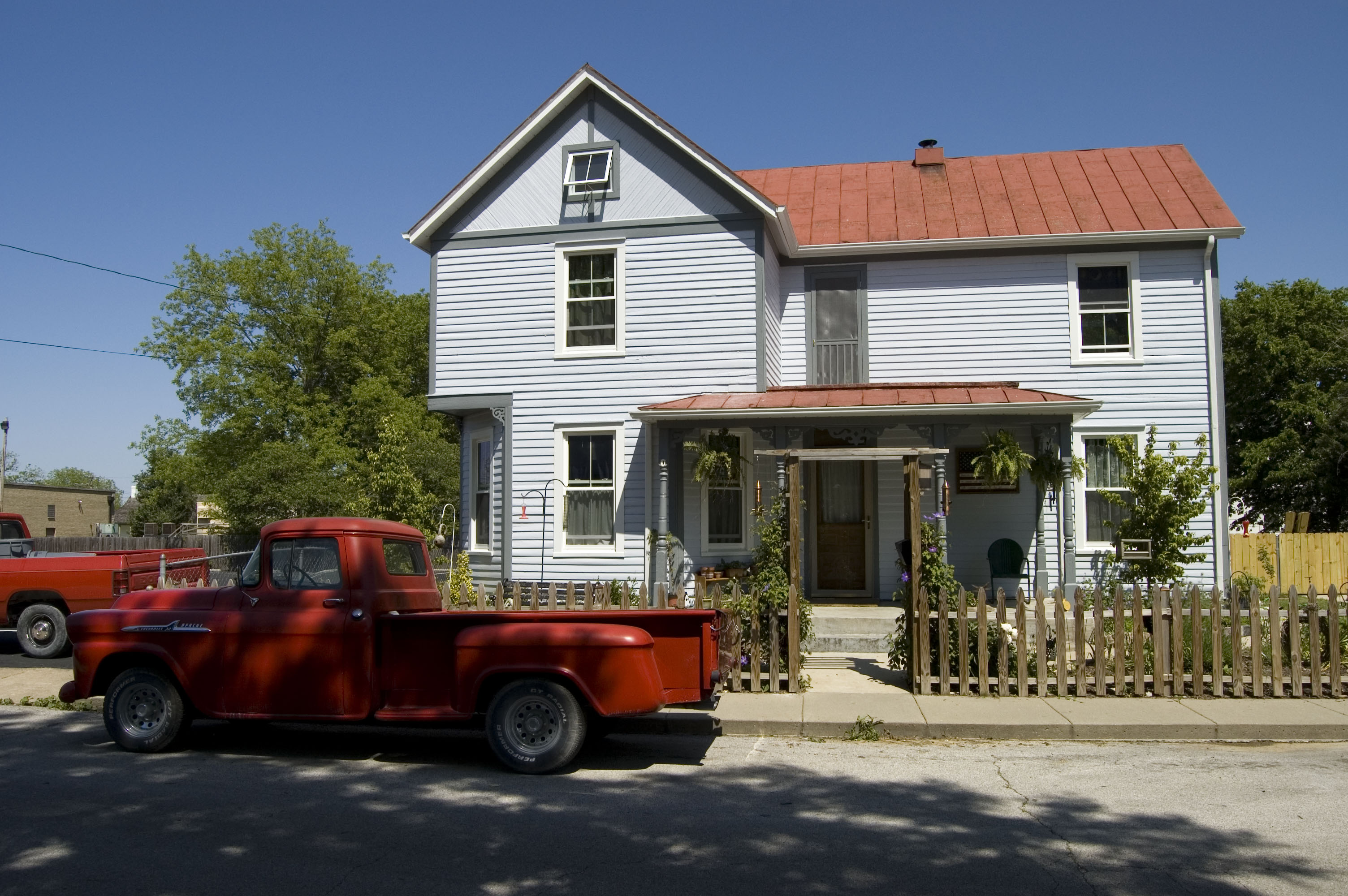
Une vieille maison.
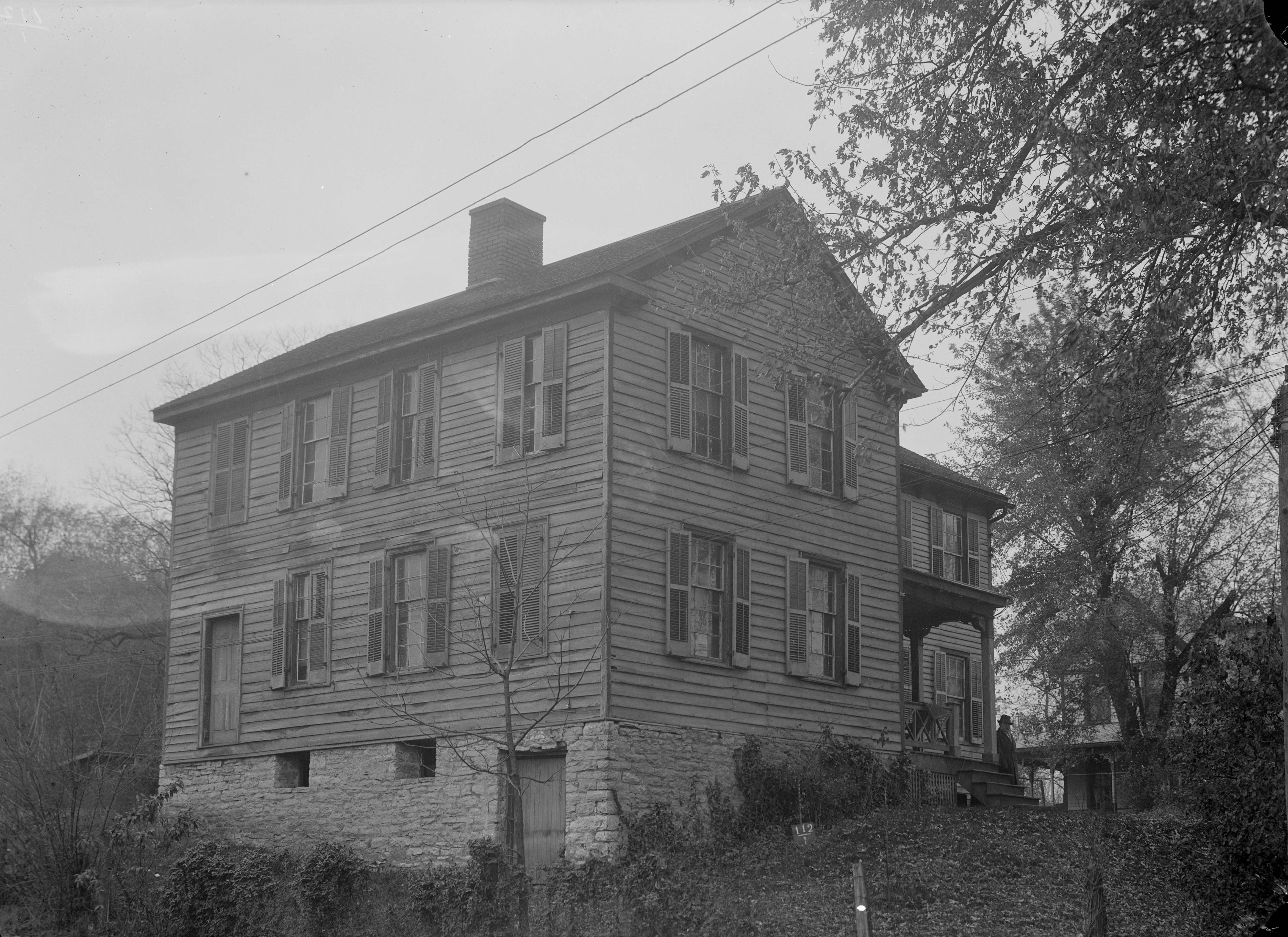
Le premier bureau de poste.
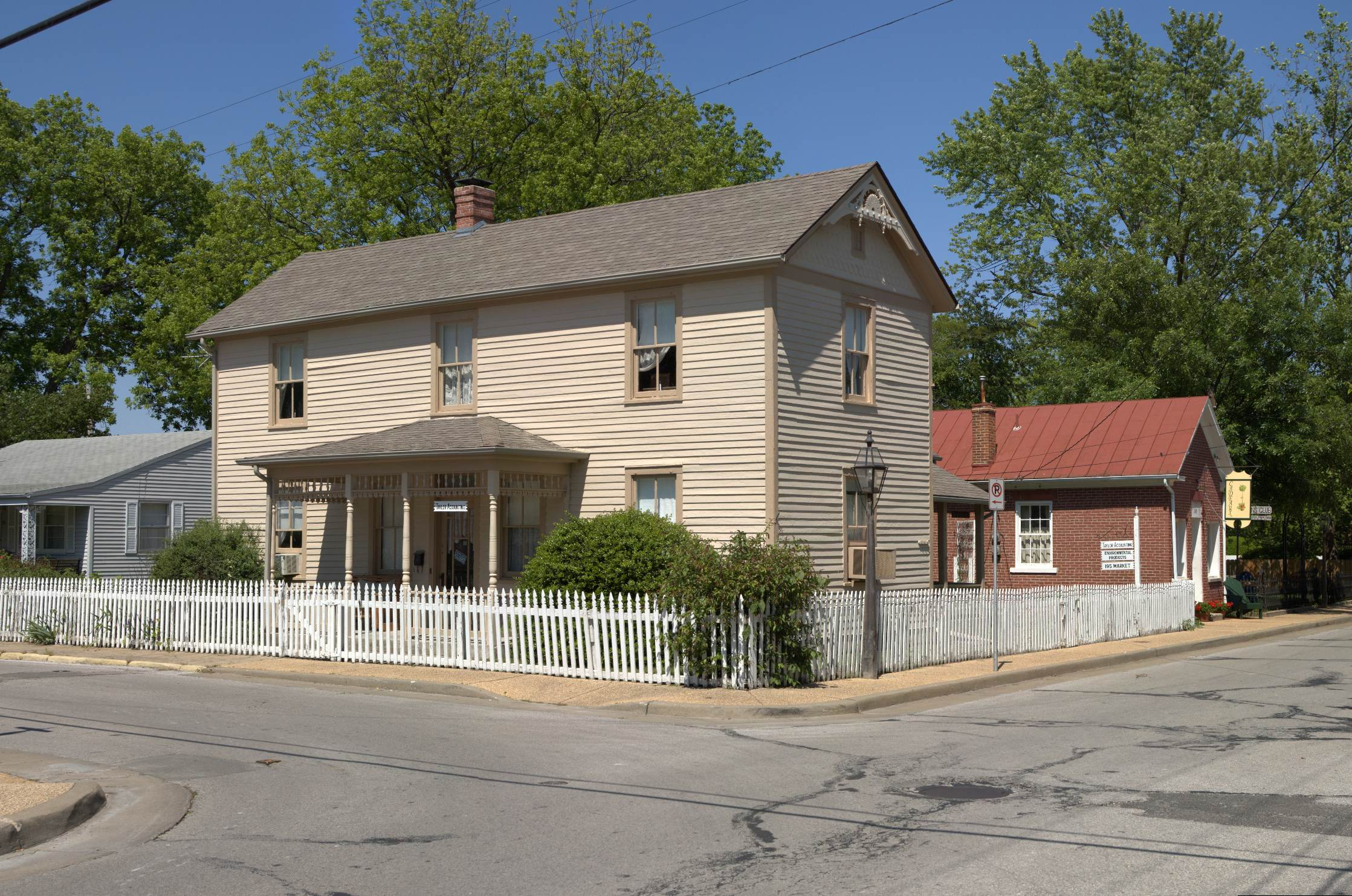
Une maison du XIXe siècle.
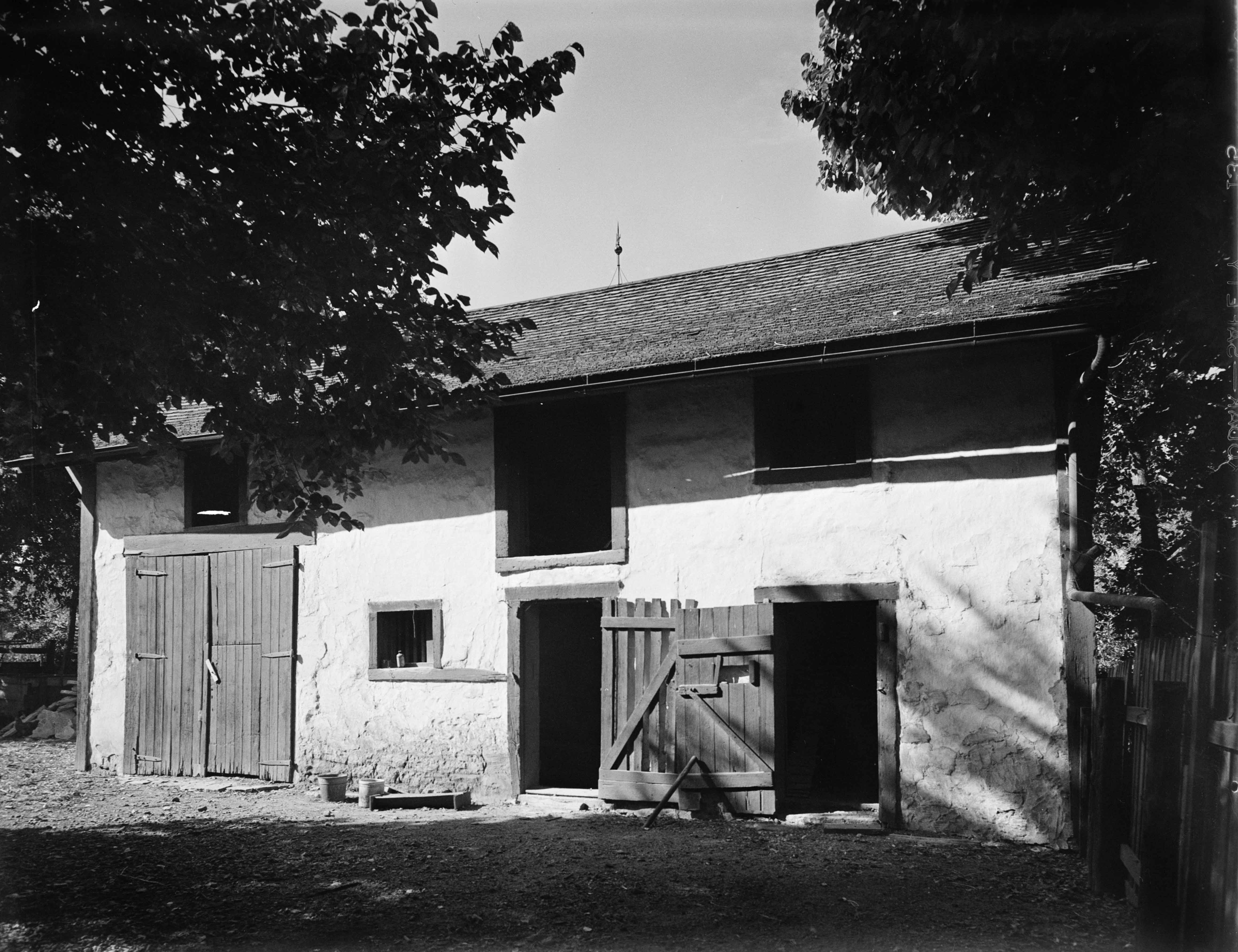
An old French barn.
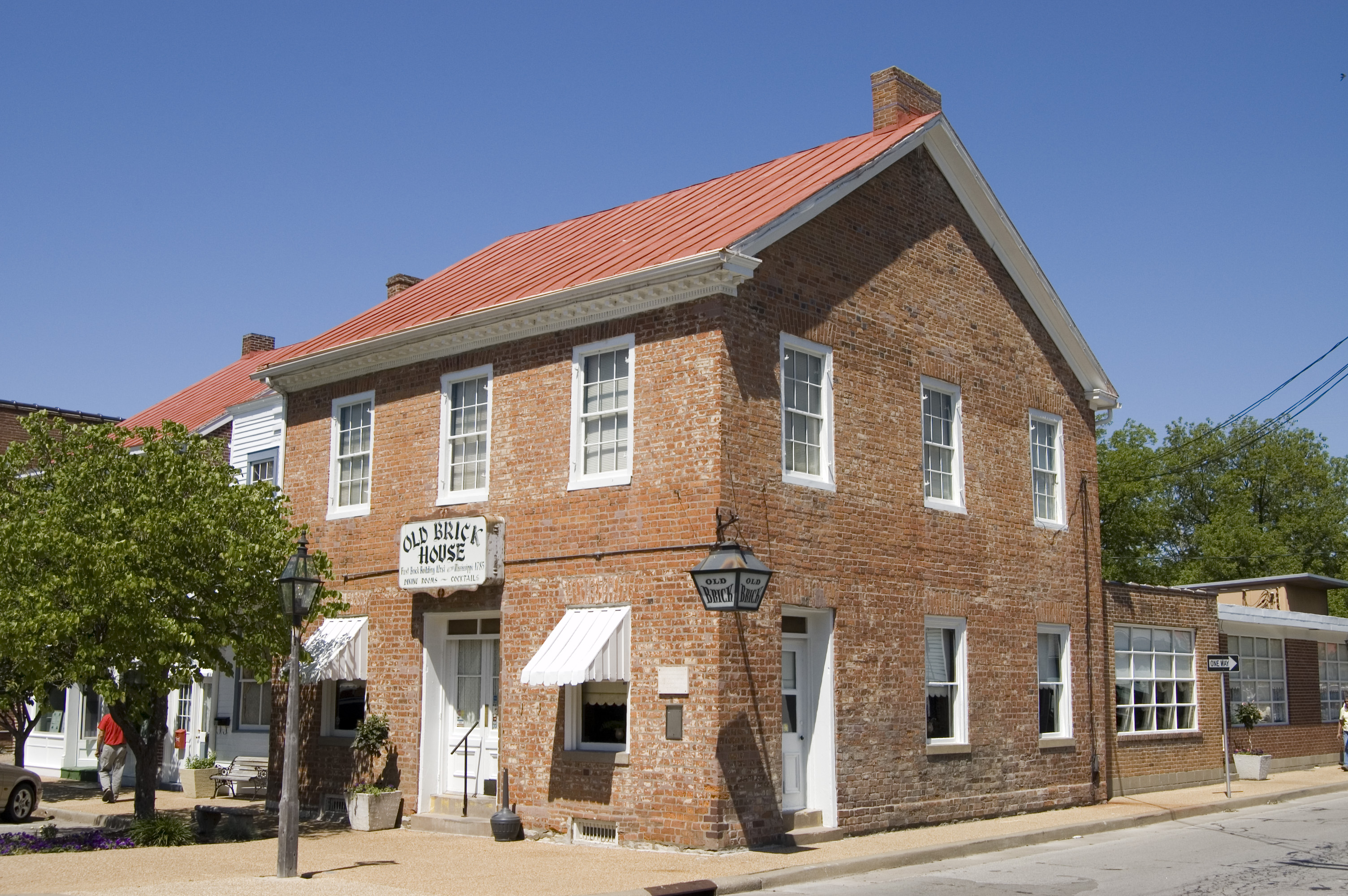
The First American Courthouse.
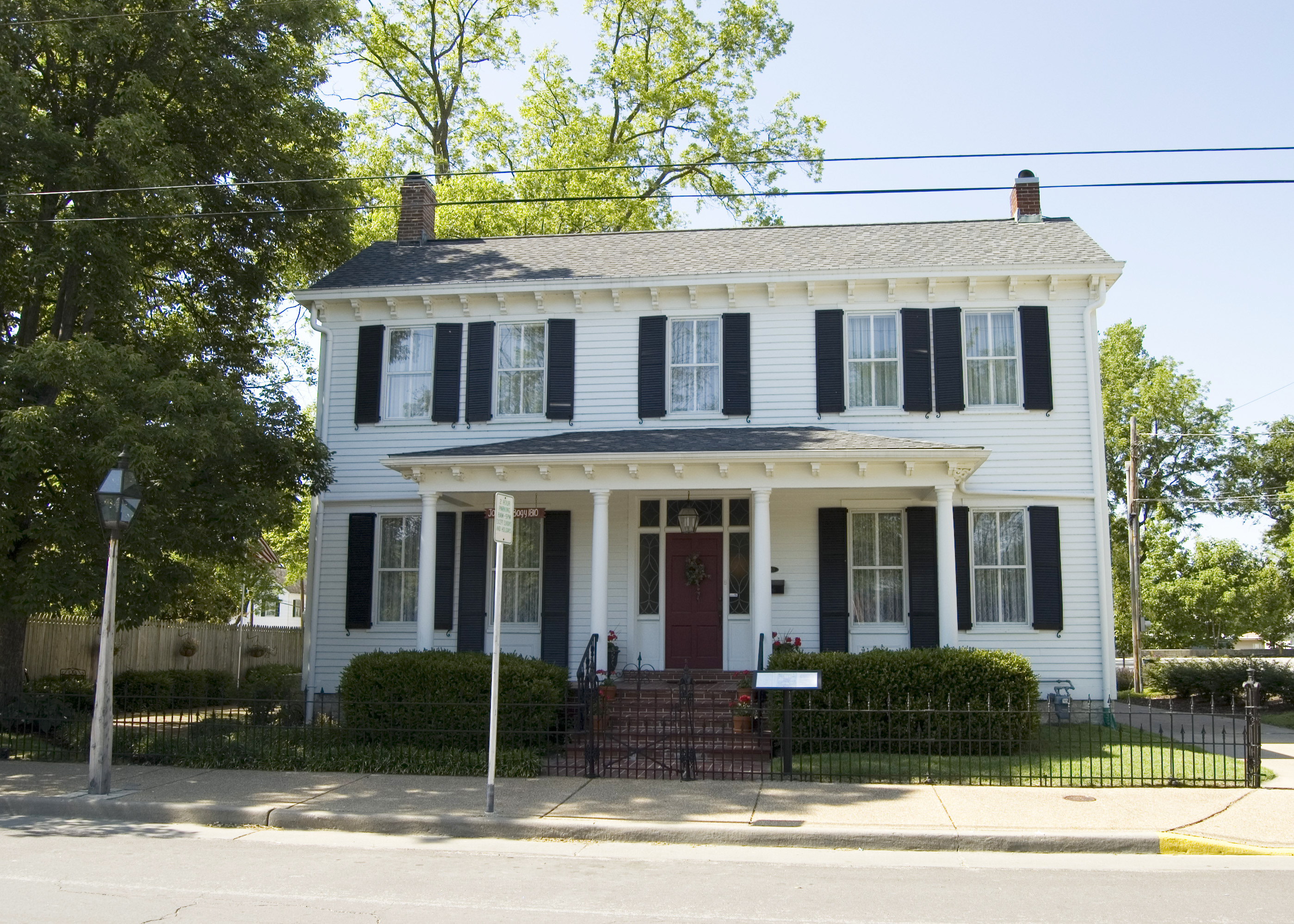
The Bogy House.
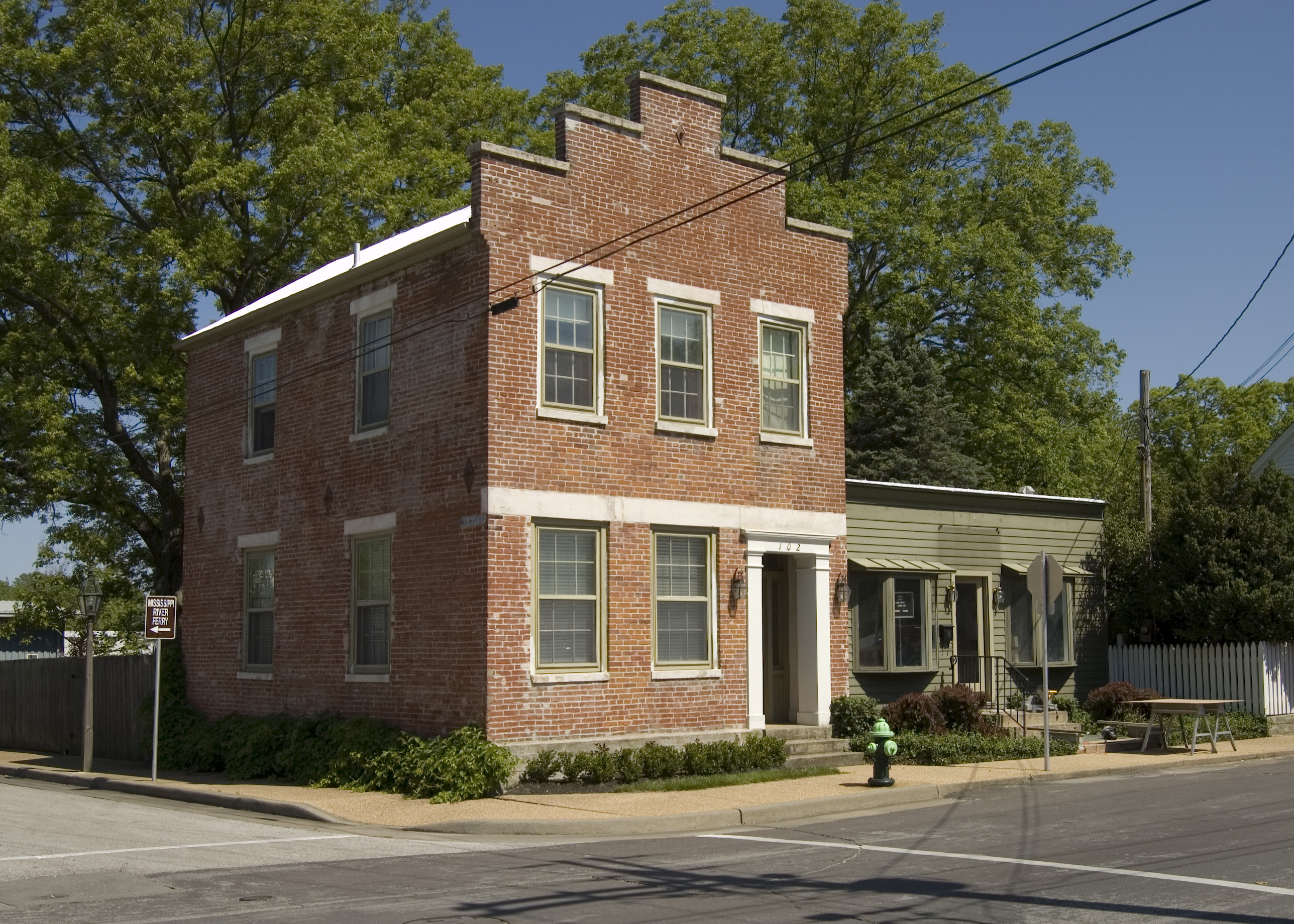
Un bâtiment de style allemand.
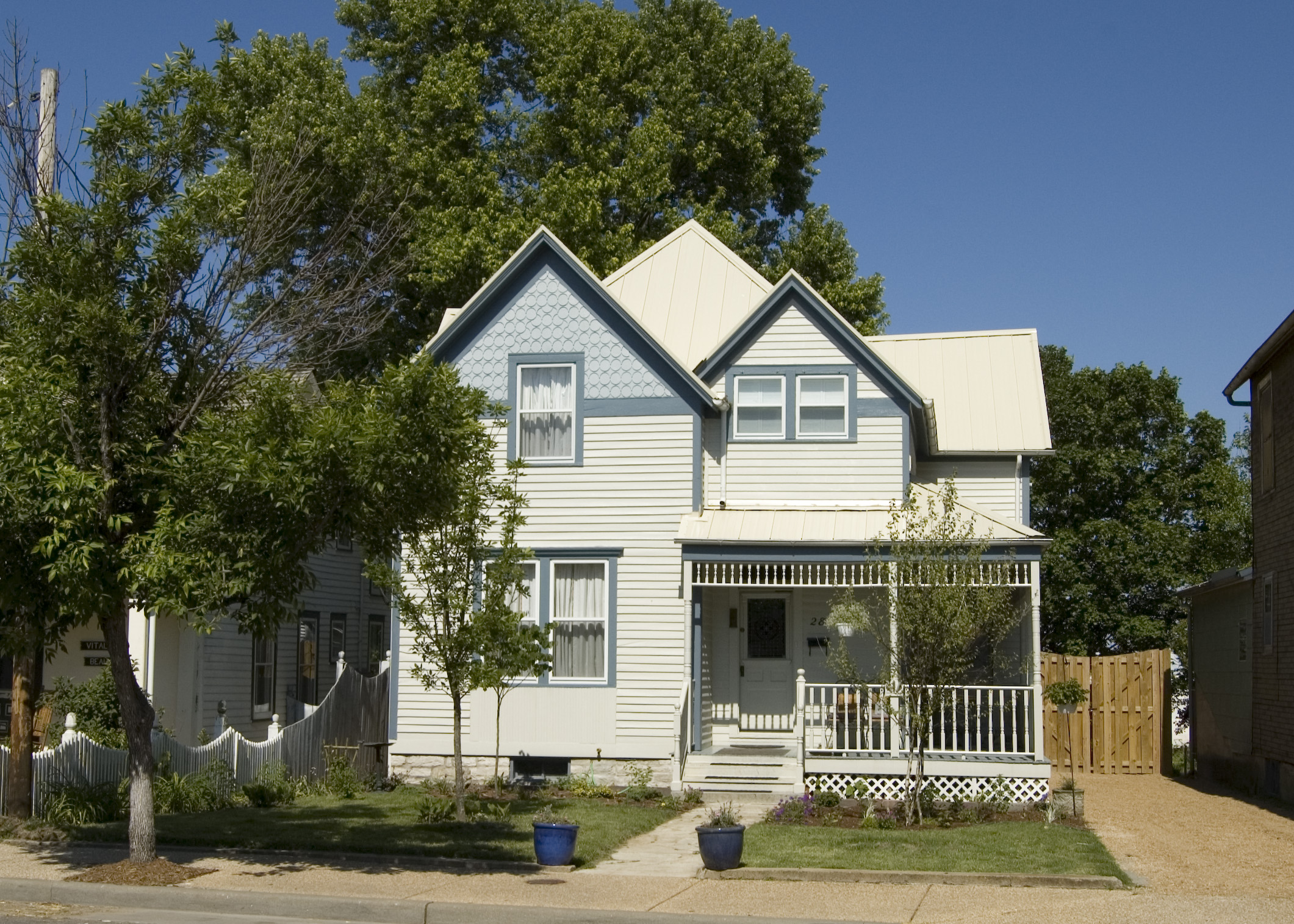
Une maison victorienne.
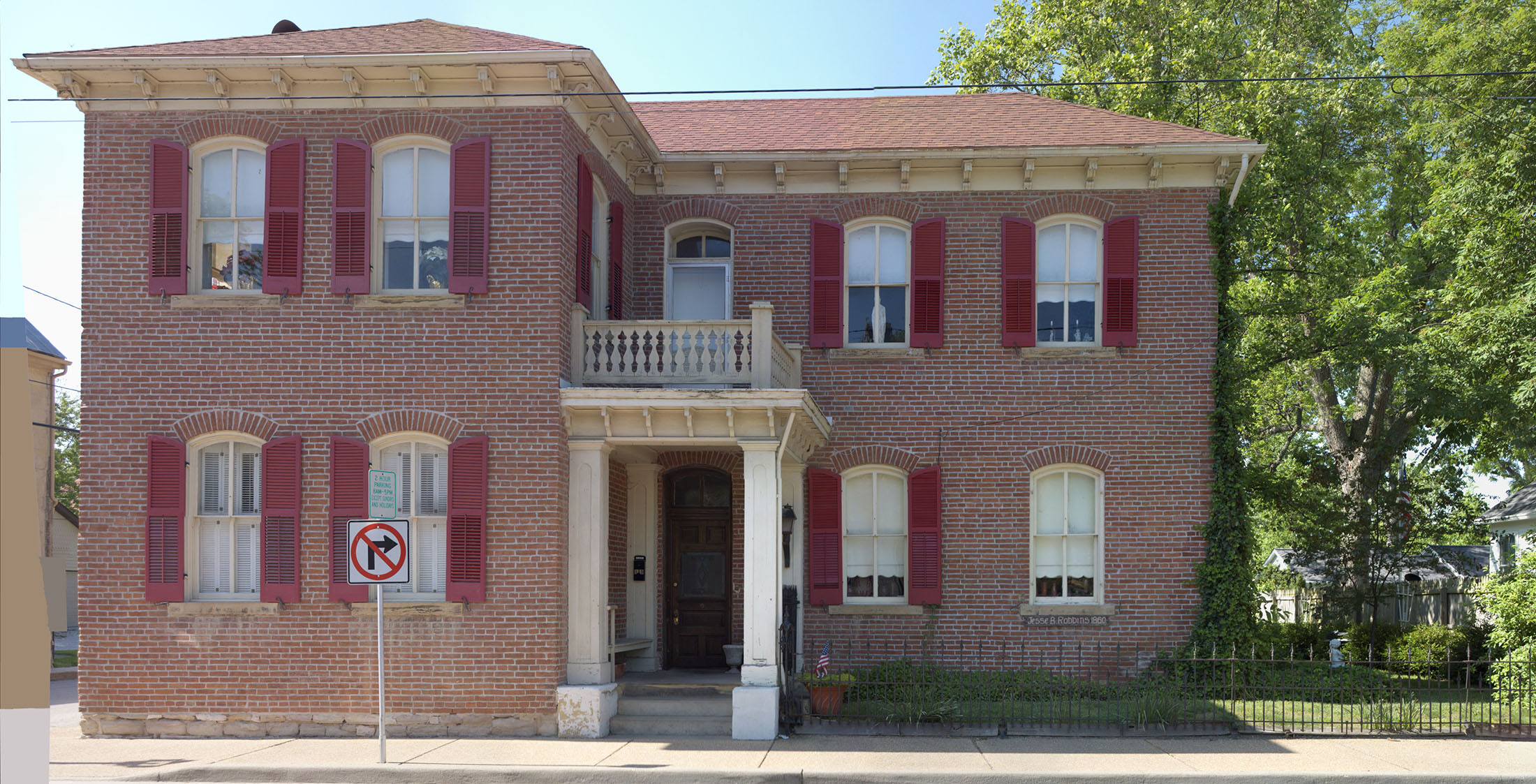
La maison de Jesse B. Robbins.
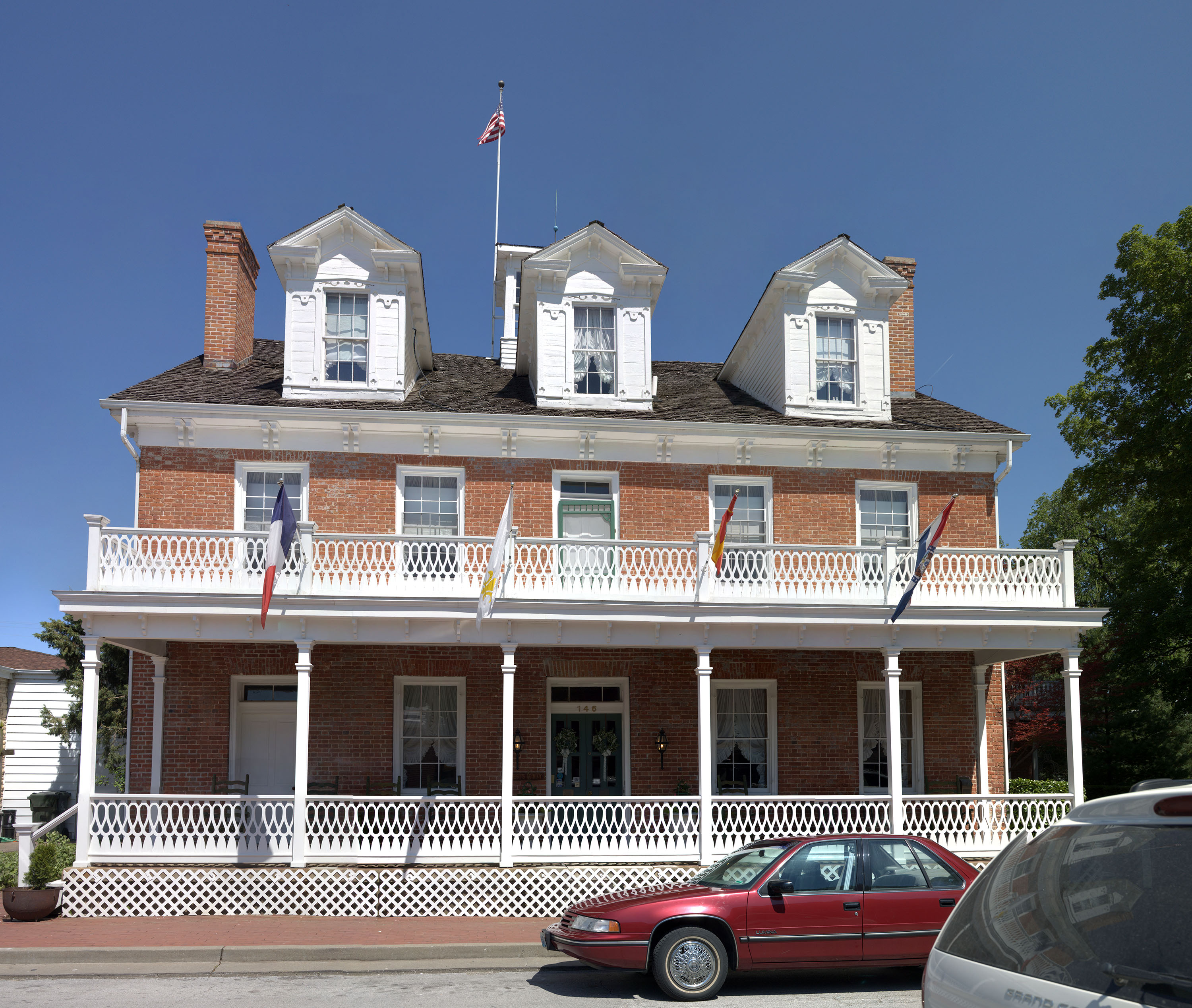
The Southern Hotel.
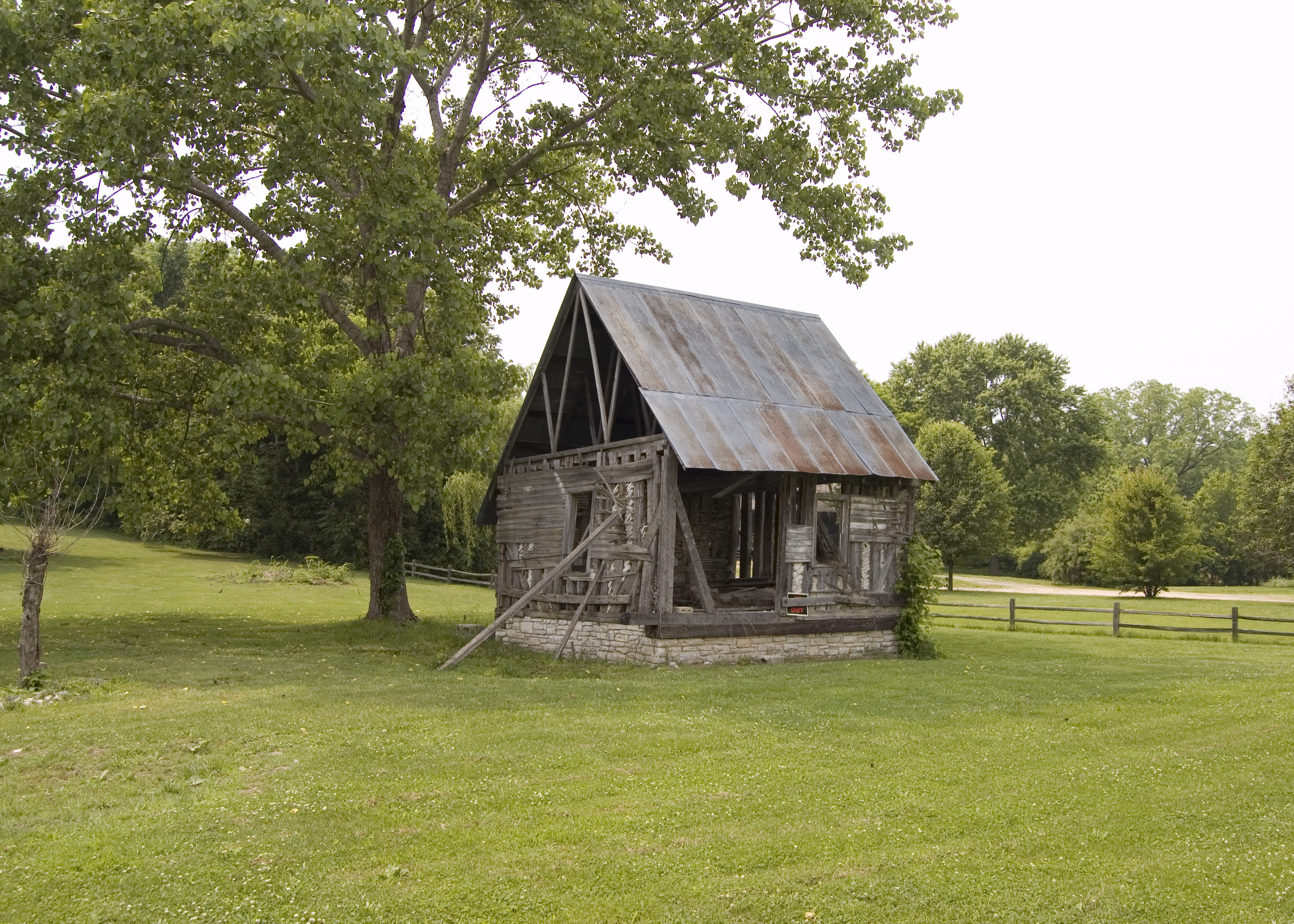
The Lasource-Durand Cabin
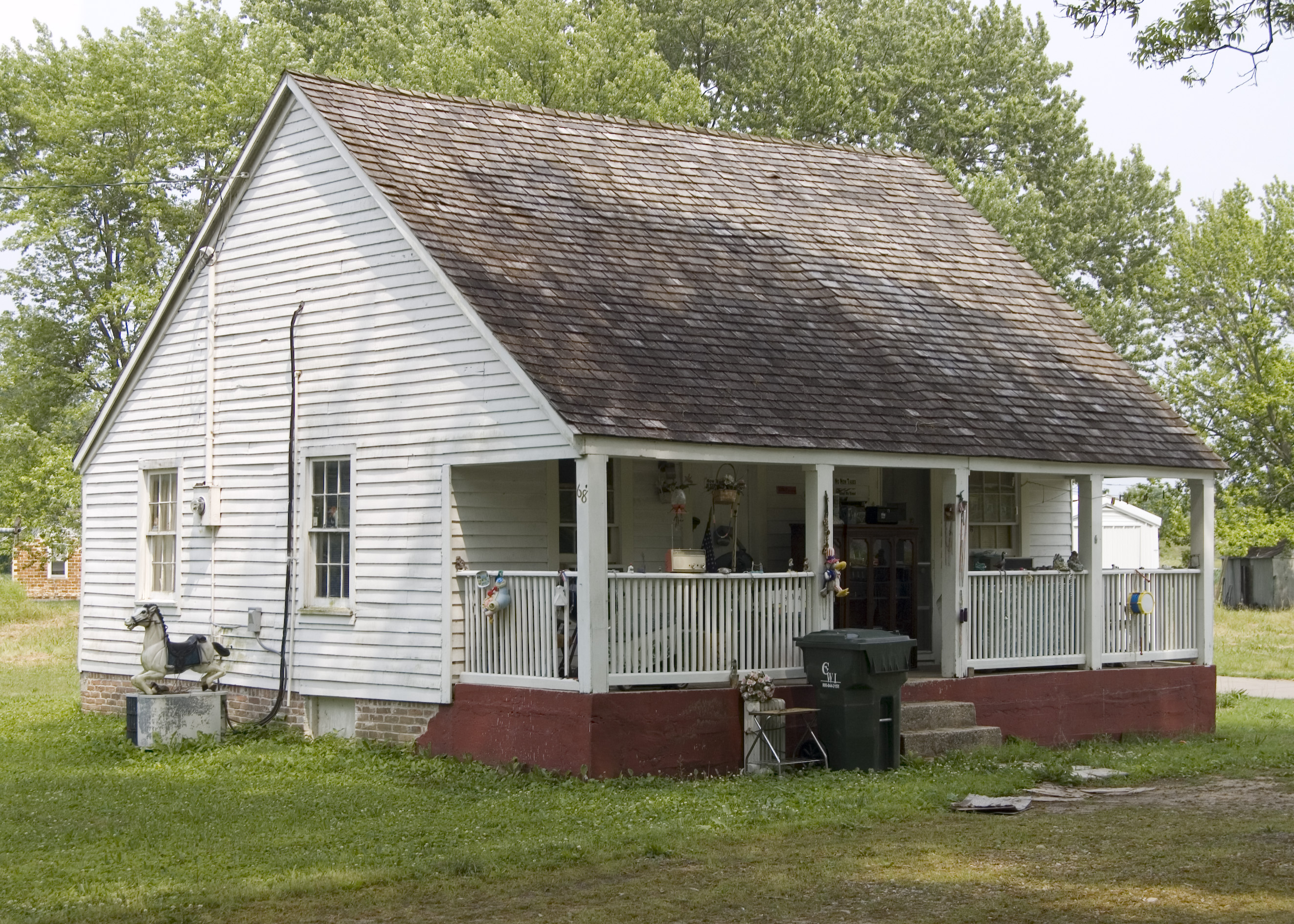
Une maison près de Gabouri Creek.

## Personnalités notables
- John James Audubon - Peintre, naturaliste, chasseur et ornithologue franco-américain d'Amérique
- Firmin René Desloge - neveu de Jean Ferdinand Rozier, est arrivé en 1822, ancêtre de la famille Desloge[5]
- Pierre Gibault - Jésuite, demanda à la population de Vincennes de se joindre aux américains lors de la Révolution américaine.
- Philippe-François de Rastel de Rocheblave - Figure militaire et politique canadienne au XVIIIe siècle

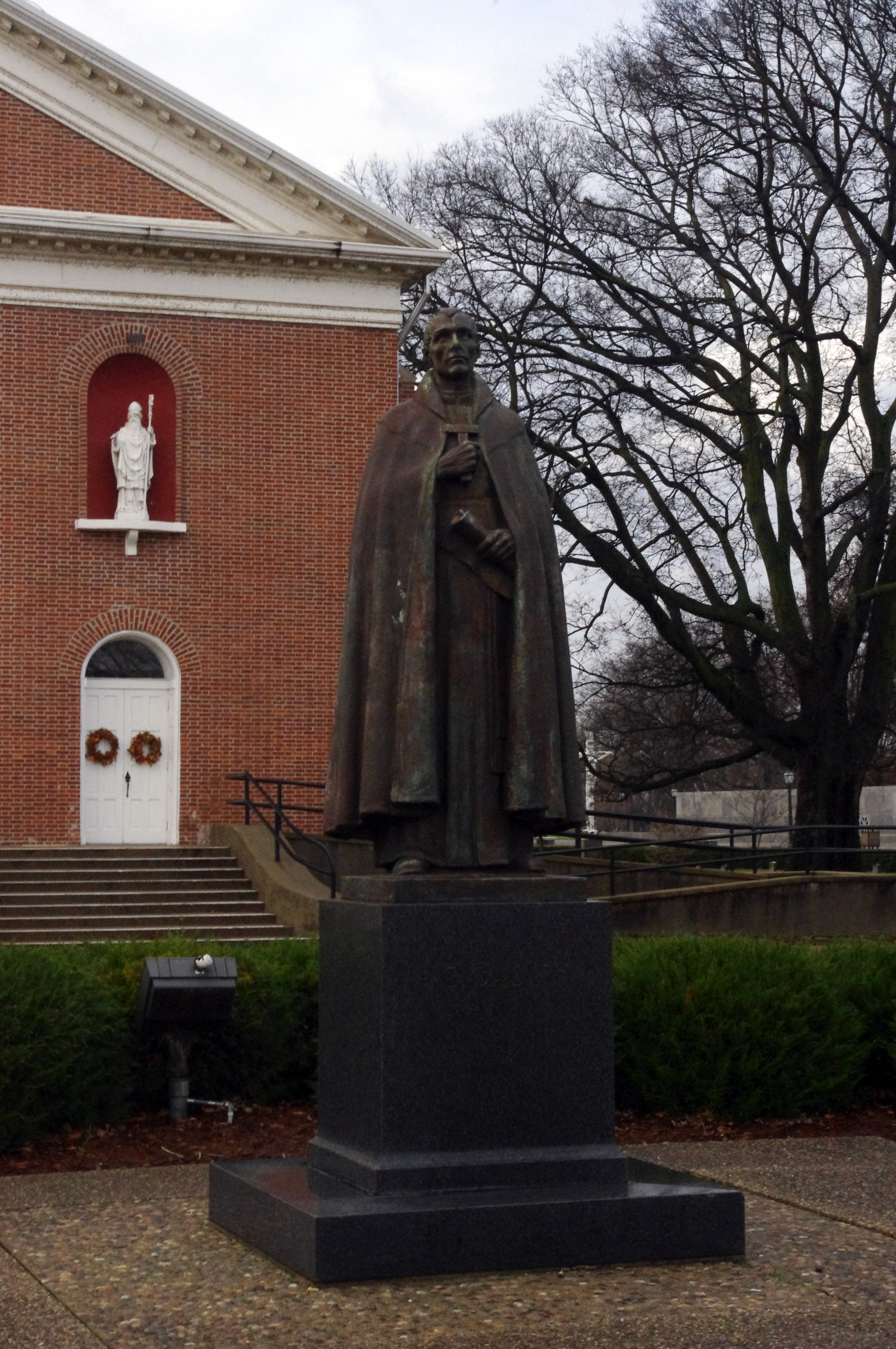
Pierre Gibault (1737–1802) prêtre jésuite
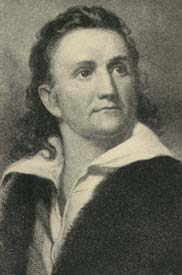
John James Audubon (1785–1851) Peintre, naturaliste, chasseur et ornithologue franco-américain
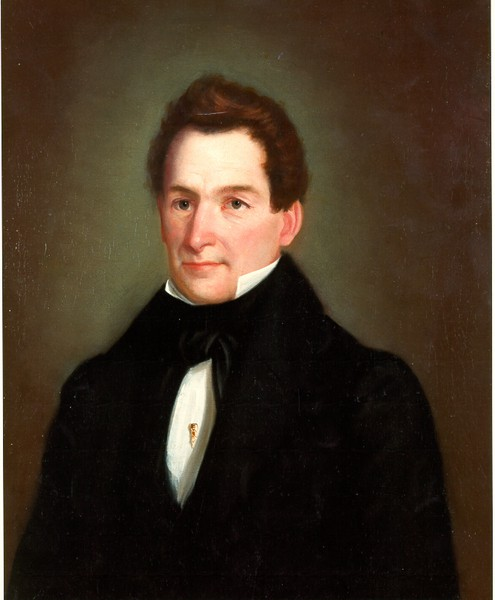
Firmin René Desloge Ancêtre de la famille Desloge Fondateur de Desloge Lead Company